# Бианкетти, Ринальдо
Рина́льдо Бианке́тти (итал. Rinaldo Bianchetti, 17 ноября 1882, Генуя — 21 ноября 1963, Рута ди Камольи) — шахматный композитор, теоретик шахмат, основоположник итальянской школы шахматного этюда. Считается одним из крупнейших шахматных аналитиков первой половины XX века. Основная профессия: инженер.
Бианкетти — автор более 100 этюдов. Наряду с Николаем Григорьевым, виртуоз пешечного этюда. В 1925 году опубликовал монографию «Вклад в теорию пешечных окончаний» (Contributo alla teoria dei finali di soli Pedoni). Был другом Анри Ринка. Бианкетти редактировал отдел этюдов в газете «L’Italia Scacchistica» с 1923 по 1926 и с 1946 по 1957 годы. Итальянская шахматная федерация присвоила ему звание почётного мастера (Maestro Ad Honorem).

## Избранные этюды
|   | a                                                                                     | b                                                                                     | c                                                                                     | d                                                                                     | e                                                                                     | f                                                                                     | g                                                                                     | h                                                                                     |   |
| - | ------------------------------------------------------------------------------------- | ------------------------------------------------------------------------------------- | ------------------------------------------------------------------------------------- | ------------------------------------------------------------------------------------- | ------------------------------------------------------------------------------------- | ------------------------------------------------------------------------------------- | ------------------------------------------------------------------------------------- | ------------------------------------------------------------------------------------- | - |
| 8 | h8 чёрный король · f6 чёрная ладья · c3 белая ладья · a1 белый король · c1 белый слон | h8 чёрный король · f6 чёрная ладья · c3 белая ладья · a1 белый король · c1 белый слон | h8 чёрный король · f6 чёрная ладья · c3 белая ладья · a1 белый король · c1 белый слон | h8 чёрный король · f6 чёрная ладья · c3 белая ладья · a1 белый король · c1 белый слон | h8 чёрный король · f6 чёрная ладья · c3 белая ладья · a1 белый король · c1 белый слон | h8 чёрный король · f6 чёрная ладья · c3 белая ладья · a1 белый король · c1 белый слон | h8 чёрный король · f6 чёрная ладья · c3 белая ладья · a1 белый король · c1 белый слон | h8 чёрный король · f6 чёрная ладья · c3 белая ладья · a1 белый король · c1 белый слон | 8 |
| 7 | h8 чёрный король · f6 чёрная ладья · c3 белая ладья · a1 белый король · c1 белый слон | h8 чёрный король · f6 чёрная ладья · c3 белая ладья · a1 белый король · c1 белый слон | h8 чёрный король · f6 чёрная ладья · c3 белая ладья · a1 белый король · c1 белый слон | h8 чёрный король · f6 чёрная ладья · c3 белая ладья · a1 белый король · c1 белый слон | h8 чёрный король · f6 чёрная ладья · c3 белая ладья · a1 белый король · c1 белый слон | h8 чёрный король · f6 чёрная ладья · c3 белая ладья · a1 белый король · c1 белый слон | h8 чёрный король · f6 чёрная ладья · c3 белая ладья · a1 белый король · c1 белый слон | h8 чёрный король · f6 чёрная ладья · c3 белая ладья · a1 белый король · c1 белый слон | 7 |
| 6 | h8 чёрный король · f6 чёрная ладья · c3 белая ладья · a1 белый король · c1 белый слон | h8 чёрный король · f6 чёрная ладья · c3 белая ладья · a1 белый король · c1 белый слон | h8 чёрный король · f6 чёрная ладья · c3 белая ладья · a1 белый король · c1 белый слон | h8 чёрный король · f6 чёрная ладья · c3 белая ладья · a1 белый король · c1 белый слон | h8 чёрный король · f6 чёрная ладья · c3 белая ладья · a1 белый король · c1 белый слон | h8 чёрный король · f6 чёрная ладья · c3 белая ладья · a1 белый король · c1 белый слон | h8 чёрный король · f6 чёрная ладья · c3 белая ладья · a1 белый король · c1 белый слон | h8 чёрный король · f6 чёрная ладья · c3 белая ладья · a1 белый король · c1 белый слон | 6 |
| 5 | h8 чёрный король · f6 чёрная ладья · c3 белая ладья · a1 белый король · c1 белый слон | h8 чёрный король · f6 чёрная ладья · c3 белая ладья · a1 белый король · c1 белый слон | h8 чёрный король · f6 чёрная ладья · c3 белая ладья · a1 белый король · c1 белый слон | h8 чёрный король · f6 чёрная ладья · c3 белая ладья · a1 белый король · c1 белый слон | h8 чёрный король · f6 чёрная ладья · c3 белая ладья · a1 белый король · c1 белый слон | h8 чёрный король · f6 чёрная ладья · c3 белая ладья · a1 белый король · c1 белый слон | h8 чёрный король · f6 чёрная ладья · c3 белая ладья · a1 белый король · c1 белый слон | h8 чёрный король · f6 чёрная ладья · c3 белая ладья · a1 белый король · c1 белый слон | 5 |
| 4 | h8 чёрный король · f6 чёрная ладья · c3 белая ладья · a1 белый король · c1 белый слон | h8 чёрный король · f6 чёрная ладья · c3 белая ладья · a1 белый король · c1 белый слон | h8 чёрный король · f6 чёрная ладья · c3 белая ладья · a1 белый король · c1 белый слон | h8 чёрный король · f6 чёрная ладья · c3 белая ладья · a1 белый король · c1 белый слон | h8 чёрный король · f6 чёрная ладья · c3 белая ладья · a1 белый король · c1 белый слон | h8 чёрный король · f6 чёрная ладья · c3 белая ладья · a1 белый король · c1 белый слон | h8 чёрный король · f6 чёрная ладья · c3 белая ладья · a1 белый король · c1 белый слон | h8 чёрный король · f6 чёрная ладья · c3 белая ладья · a1 белый король · c1 белый слон | 4 |
| 3 | h8 чёрный король · f6 чёрная ладья · c3 белая ладья · a1 белый король · c1 белый слон | h8 чёрный король · f6 чёрная ладья · c3 белая ладья · a1 белый король · c1 белый слон | h8 чёрный король · f6 чёрная ладья · c3 белая ладья · a1 белый король · c1 белый слон | h8 чёрный король · f6 чёрная ладья · c3 белая ладья · a1 белый король · c1 белый слон | h8 чёрный король · f6 чёрная ладья · c3 белая ладья · a1 белый король · c1 белый слон | h8 чёрный король · f6 чёрная ладья · c3 белая ладья · a1 белый король · c1 белый слон | h8 чёрный король · f6 чёрная ладья · c3 белая ладья · a1 белый король · c1 белый слон | h8 чёрный король · f6 чёрная ладья · c3 белая ладья · a1 белый король · c1 белый слон | 3 |
| 2 | h8 чёрный король · f6 чёрная ладья · c3 белая ладья · a1 белый король · c1 белый слон | h8 чёрный король · f6 чёрная ладья · c3 белая ладья · a1 белый король · c1 белый слон | h8 чёрный король · f6 чёрная ладья · c3 белая ладья · a1 белый король · c1 белый слон | h8 чёрный король · f6 чёрная ладья · c3 белая ладья · a1 белый король · c1 белый слон | h8 чёрный король · f6 чёрная ладья · c3 белая ладья · a1 белый король · c1 белый слон | h8 чёрный король · f6 чёрная ладья · c3 белая ладья · a1 белый король · c1 белый слон | h8 чёрный король · f6 чёрная ладья · c3 белая ладья · a1 белый король · c1 белый слон | h8 чёрный король · f6 чёрная ладья · c3 белая ладья · a1 белый король · c1 белый слон | 2 |
| 1 | h8 чёрный король · f6 чёрная ладья · c3 белая ладья · a1 белый король · c1 белый слон | h8 чёрный король · f6 чёрная ладья · c3 белая ладья · a1 белый король · c1 белый слон | h8 чёрный король · f6 чёрная ладья · c3 белая ладья · a1 белый король · c1 белый слон | h8 чёрный король · f6 чёрная ладья · c3 белая ладья · a1 белый король · c1 белый слон | h8 чёрный король · f6 чёрная ладья · c3 белая ладья · a1 белый король · c1 белый слон | h8 чёрный король · f6 чёрная ладья · c3 белая ладья · a1 белый король · c1 белый слон | h8 чёрный король · f6 чёрная ладья · c3 белая ладья · a1 белый король · c1 белый слон | h8 чёрный король · f6 чёрная ладья · c3 белая ладья · a1 белый король · c1 белый слон | 1 |
|   | a                                                                                     | b                                                                                     | c                                                                                     | d                                                                                     | e                                                                                     | f                                                                                     | g                                                                                     | h                                                                                     |   |

Решение

1. Сb2!

Теперь чёрным надо быть осторожными, чтобы не потерять ладью, например: 1… Крg8 2. Лg3+ . Возможные варианты ответа:

1… Лh6 2. Лg3+ Крh7 3. Лg7+ Крh8 4. Крb1!! с выигрышем

1… Лg6 2. Лc8+ и 3. Лh8 ×

и ещё два варианта, симметричных относительно диагонали a1-h8.